# 汉尼拔·马吉卜里
漢尼拔·马吉卜里（阿拉伯语：حنبعل المجبري；2003年1月21日—）是一名職業足球運動員，其攻守位置為中場，現效力於英超球隊伯恩利。現已入選突尼斯国家队。梅布里于2019年从摩纳哥加盟曼聯青訓體系。他之前曾待过克莱方丹學院。他首次亮相於2021年5月的一场英超比赛中。
马吉卜里于法国出生，他的父母是突尼斯人，他曾經代表法国参加U16和U17的比赛。他于2021年加入突尼斯國家代表隊，完成了他的突尼斯国家队处子秀。

## 早年生活
马吉卜里出生于法国巴黎的郊区塞纳河畔伊夫里，于2009年加盟巴黎足球俱乐部。 2016年，有报道称他被曼联、曼城、利物浦、阿森纳等几家英超俱乐部看中，并进行了试训。他曾经在著名的INF Clairefontaine学院学习。 他的哥哥阿卜杜勒-拉赫曼·马吉卜里是体育教练，在一家越南青训俱乐部Pho Hien FC工作，马吉卜里曾拜访之并在此地接受过培训。 

## 俱乐部生涯

### 早期的职业生涯
尽管英超俱乐部对马吉卜里很感兴趣，但他在布洛涅-比扬古竞技俱乐部度过了短暂的时光，之后于2018 年以100万欧元的价格加盟摩纳哥。 尽管最初对摩纳哥的青训印象深刻，马吉卜里在和摩纳哥签约的最初一年内就对摩纳哥感到失望，他的父母声称法甲球队违反了與他的合同协议。 2019年，他被很多欧洲俱乐部的球隊关注，包括德甲冠军拜仁慕尼黑、法甲冠军巴黎圣日耳曼和西甲冠军巴塞罗那。  

### 曼联
2019年8月11日，英超球队曼联宣布，他们已与摩纳哥达成协议，签下马吉卜里，据报道马吉卜里拒绝了其他英超球队的邀请。 曼联为他支付了500万欧元的转会费用，根据附加条款这笔费用有可能升至1000万欧元。  
马吉卜里很快融入了曼联的青年队，尽管他才17岁但他还是入选了球队的U23阵容。  马吉卜里于2020年9月9日在2020年-21年赛季 EFL 奖杯賽中曼联 U21队对阵沙福特城的比赛中首次亮相。他于2021年3月与曼联续约。 2021年 5月20日，他获得了Denzil Haroun 年度最佳预备队球员奖。
马吉卜里在2021年5月23日的英超赛季最后一轮曼联2-1战胜狼队的比赛中完成了他在曼联一线队的处子秀，他在球賽的第82分钟上场替换馬達。 

## 国家队生涯

### 法国
马吉卜里为法国U16国家队出场 12 次，法国U17国家队出场 3 次。

### 突尼斯
因为父母是突尼斯人，马吉卜里有资格代表突尼斯，  根據报道，他的父亲Lotfi曾在突尼斯踢过球， 马吉卜里于2021年5月首次入选突尼斯国家队。他首次亮相於2021年6月5日突尼斯国家队1-0 战胜刚果民主共和国的友谊赛中。 
马吉卜里参加了2021年国际足联阿拉伯杯，他在代表突尼斯的五场比赛中首发出场，并进入决赛。马吉卜里在小组赛和半决赛分别对阵阿拉伯联合酋长国和埃及，並且表现出色。 马吉卜里於2021年12月18日对阵阿尔及利亚的决赛中首发出场，最终突尼斯以2-0负于阿尔及利亚，获得亚军。
他在2021年和2022年两次获得非洲金奖年度非洲新秀奖。 2022年11月14日，他被贾勒勒·卡德里选入2022年国际足联世界杯突尼斯队名单。 2022年11月22日，在2022年世界杯D组突尼斯与丹麦的比赛中，他在第80分钟替补上场，换下优素福·姆萨克尼。马吉卜里没有入选2024年非洲国家杯。 主教练贾勒勒·卡德里表示，马吉卜里因为在曼联遇到困难而请求被排除在外。

## 比赛风格
前曼联一线队发展负责人巴特将梅布里与他的前队友贝克汉姆和堅尼的领导能力进行了比较。教练尼尔瑞恩也称赞了马吉卜里，他表示对这位年轻的组织者寄予厚望。 

## 职业统计

### 俱乐部
最後更新：match played 19 May 2024
| 俱乐部          | 赛季         | 联赛         | 联赛 | 联赛 | 足总杯 | 足总杯 | 联赛杯 | 联赛杯 | 欧洲赛事 | 欧洲赛事 | 其他 | 其他 | 合计 | 合计 |
| 俱乐部          | 赛季         | 级别         | 出场 | 进球 | 出场   | 进球   | 出场   | 进球   | 出场     | 进球     | 出场 | 进球 | 出场 | 进球 |
| --------------- | ------------ | ------------ | ---- | ---- | ------ | ------ | ------ | ------ | -------- | -------- | ---- | ---- | ---- | ---- |
| 曼聯U21         | 2020–21      | —            | —    | —    | —      | —      | —      | —      | —        | —        | 4    | 1    | 4    | 1    |
| 曼聯U21         | 2021–22      | —            | —    | —    | —      | —      | —      | —      | —        | —        | 1    | 0    | 1    | 0    |
| 曼聯U21         | 合计         | 合计         | —    | —    | —      | —      | —      | —      | —        | —        | 5    | 1    | 5    | 1    |
| 曼聯            | 2020–21      | 英超         | 1    | 0    | 0      | 0      | 0      | 0      | 0        | 0        | —    | —    | 1    | 0    |
| 曼聯            | 2021–22      | 英超         | 2    | 0    | 0      | 0      | 0      | 0      | 0        | 0        | —    | —    | 2    | 0    |
| 曼聯            | 2023–24      | 英超         | 5    | 1    | 1      | 0      | 2      | 0      | 2        | 0        | —    | —    | 10   | 1    |
| 曼聯            | 合计         | 合计         | 8    | 1    | 1      | 0      | 2      | 0      | 2        | 0        | —    | —    | 13   | 1    |
| 伯明翰 (外借)   | 2022–23      | 英冠         | 38   | 1    | 3      | 0      | —      | —      | —        | —        | —    | —    | 41   | 1    |
| 塞維利亞 (外借) | 2023–24      | 西甲         | 6    | 0    | 0      | 0      | —      | —      | —        | —        | —    | —    | 6    | 0    |
| 职业生涯总计    | 职业生涯总计 | 职业生涯总计 | 52   | 2    | 4      | 0      | 2      | 0      | 2        | 0        | 5    | 1    | 65   | 3    |

1. 1 2  Appearance(s) in EFL Trophy
2. ↑  Appearances in UEFA Champions League

### 国家队
最後更新：match played 29 March 2022
| 国家队 | 年   | 出场 | 进球 |
| ------ | ---- | ---- | ---- |
| 突尼斯 | 2021 | 9    | 0    |
| 突尼斯 | 2022 | 3    | 0    |
| 合计   | 合计 | 12   | 0    |

## 荣誉
突尼西亞國家隊
- 国际足联阿拉伯杯亚军：2021 [21]
- 麒麟盃冠軍：2022[36]

### 个人
- Denzil Haroun 年度最佳预备队球员： 2020–21 [37]
- 年度非洲启示录（Africa d'Or）：2021 [38]，2022